# グッチーのGood Friday!
グッチーのGood Friday!（グッチーのグッド・フライデー!）は、2022年4月1日からHBCラジオで放送されているラジオ番組。

## 概要
「週末を楽しむためのエンターテインメント満載番組!」をコンセプトに、北海道の話題を中心に様々な分野のエンターテイメント情報などを紹介するワイド番組。

## 放送時間
- 金曜 12:00 - 17:30（JST）

## 出演者
- DJグッチー[2]。
- すずらん（中継リポーター）
- 田村美香（ラジオショッピング担当）
- 鶴岡慎也（鶴岡慎也の焚き火トーーク担当）

## 主な内容

### 現在
12時台
- 今日のお天気～教えて!ウェザーセンター～（12:03 - ）

HBCウェザーセンターとつなぎ週末の天気やリスナーからの質問に応じた天気情報を伝える。ラーメンの山岡家提供。
- 今週のメッセージテーマ発表!（12:05 - ）
- ランチタイムリクエスト!&メッセージ紹介（12:15 - 12:30、12:40 - 13:00）

一息つき英気を養うランチタイムの時間に聴きたい好きな曲や、テーマメッセージを紹介する。
- セイコーマート presents ランチタイム洋楽リクエスト!（12:35 - 12:40）

ランチタイムに聞きたい洋楽のリクエストを募集する。採用者にはセイコーマートのワインをプレゼントする。
13時台
- 北海道 ウィークリー HAPPY ニュース!（13:05 - ）

今週一週間に北海道内で起きたハッピーなニュースやリスナーから寄せられた身の回りで起きたハッピーな出来事を紹介する。週替りのHBCアナウンサーとともに道東・道北・道南・道央の道内4ブロックから1つずつのニュース見出しを取り上げた後、そのうち1つのニュースを詳しく紹介するとともに関連するテーマでアナウンサーとグッチーが印象的な楽曲を1曲ずつ取りあげる。
- すずらん中継（パート1：13:35 - 13:45、パート2：15:45 - 16:00）

お笑いコンビ・すずらんが札幌市内や道内各地のお店や注目スポットをリポートする。
- 鶴岡慎也の焚き火トーーク（13:45 - 14:00）

元北海道日本ハムファイターズ捕手で野球解説者の鶴岡慎也と渕上紘行が焚火の前という設定で赤裸々なトークを繰り広げる。ポッドキャスト配信も行われる。なおファイターズのデーゲーム戦中継が行われる場合は独立番組として放送。
14時台
- Good Music! & Message!（14:00 - ）

リスナーからのリクエストやメッセージを紹介。
- Good Music! & Good Guest!（14:40 - ）

ミュージシャンからのゲストコメント・インタビュー、グッチーの気になる曲、週末に開催される北海道内のコンサート情報を取り上げる。
- お悩みカイホウショッピング（通販番組、14:43 - 15:00）

15時台
- 3時のご褒美 ～Hot Beat Café～（15:00 - 15:25）

毎週金曜午後3時に開店する設定の架空の喫茶店「Hot Beat Café」を舞台に、グッチーが週替りでおすすめの極上スイーツを紹介する。ポッドキャスト配信も行われる。
- 朗読のヒロバ（TBSラジオ制作 15:35頃 - 15:45頃）

16時台
- DJグッチーのスポーツ応援団!（16:05 - 16:30）

スタジアムMCとしても活動しているグッチーがファイターズや北海道コンサドーレ札幌のほか、北海道の旬なスポーツ情報を紹介。
- 北海道創価学会 presents HOKKAIDO SDGs STATION（16:30 - 16:40）

北海道内を巡るSDGsの旅の中で訪れた場所で出迎えた人物と語る設定で、週替りで北海道内での持続可能な開発目標（SDGs）を推進する取り組みを行う関係者に電話インタビューを行う。
- Good Music & メッセージ紹介（16:40 - ）

17時台
- Good Musicリクエスト!&メッセージ紹介、エンディング（17:05 - 17:30）

帰宅時、退勤時間に聴きたい曲やメッセージを紹介。番組終盤には中継から戻ってきたすずらんの2人も交えてグッチーと中継の感想や明日の予定など語り合ったのちに最後は3人で「Have a Good, Weekend!!」の掛け声で締める。

### 過去
- GIFT～未来への贈り物～（TBSラジオ制作、15時台後半 2022年9月23日終了）
- 朗読のミカタ（TBSラジオ制作、15時台後半 金曜日の放送は2022年9月30日から12月30日まで）
- ヒヨコで踊るラジオ（通販番組、17時台 2023年1月27日終了）
- エンタメ ザ ジェネレーションギャップ!

グッチーと若手アナウンサーがそれぞれ違う目線でひとつのジャンルや話題を取り上げ語り合うコーナー、主に13時台実施。
- NEXCO東日本ドライビングナビゲーター たびりんぐ北海道（14:22 - 14:30、コーナー終了後も不定期にインフォマーシャルを挿入）
- 三井ダイレクト損保 presents 強くてやさしい金曜日（TBSラジオ制作、15:35頃 - 15:45頃 2023年1月6日から2024年9月27日まで）